# Rockfest
Rockfest, celým názvem Celostátní přehlídka československých rockových skupin Rockfest, byl hudební festival určený profesionálním i amatérským rockovým kapelám v bývalém Československu. V letech 1986 až 1989 se uskutečnily čtyři ročníky. Přehlídka měla soutěžní charakter, vítězové regionálních kol postupovali do národního finále, které se konalo v pražském Paláci kultury. Záštitu nad akcí měl Socialistický svaz mládeže.
Uspořádání gigantického rockového festivalu následovalo těsně po represivních opatřeních, které odstartoval článek Nová vlna se starým obsahem a v jejichž rámci byla zlikvidována Jazzová sekce. Jako důvody tohoto překvapivého kroku bývá uváděna liberalizace spojená s nástupem Michaila Sergejeviče Gorbačova i snaha režimu dostat rockové dění pod kontrolu: nemožnost legálně vystupovat totiž vedla u řady skupin k odchodu do podzemí a názorové radikalizaci. Oficiální charakter se ovšem na fungování Rockfestu podepsal: byly skupiny, které se rozhodly festival bojkotovat, některým zase schvalovací orgány nedovolily vystoupit, jako obnoveným The Plastic People of the Universe. V undergroundových kruzích byl Rockfest označován jako „Potěmkinův festival“, časopis Vokno o něm napsal: „Uspořádání bylo přikázáno ministerstvem kultury. Zvláště během posledního sjezdu Jejich strany se ukázalo, že mezinárodní pověst Československa je neúnosně špatná, nejen jako potlačovatele rocku a jazzu. Rockfest měl této kritice pomoci čelit. (...) K čemu je jeden, byť rozsahem obrovský festival, když normální a všední hudební život, dá-li se to tak vůbec říct, existuje v malé míře jen v Praze?“
Dramaturgie festivalu usilovala o co nejširší žánrové zastoupení: „Už samotné názvy programů na jednotlivých pódiích v Paláci kultury umožňovaly návštěvníkům snadnější orientaci, takže každý mohl jít za tím svým – Novoromantický podvečer, Nic míň než blues, R'n'R club uvádí, Dialogy folku s rockem atd. Samostatné ocenění zaslouží nedělní tzv. Metalové matiné ve velkém sále Lucerny – skvělý nápad, jak uspokojit fanoušky heavy metalu, kteří o jiné rockové žánry příliš nestojí, ale za skupinami jako Citron, Titanic, Arakain dokážou zajíždět světa kraj.“ Jako hosté festivalu vystupovali také zahraniční interpreti (např. nizozemští Mekanik Kommando nebo polští Nocna Zmiana Bluesa), součástí programu byly výstavy avantgardních výtvarníků, vyšla také publikace Profily Rockfestu, představující oceněné soubory. Mezi laureáty Rockfestu byli Petr Váša, Michal Penk, Ciment, Bez ladu a skladu, Buty, Laura a její tygři, Oceán, Precedens nebo Vitacit.
Politické uvolňování postupně přinášelo stále méně cenzurních zákroků a rostoucí zájem kritiky i publika, v roce 1989 navštívilo festival 35 000 diváků. Pátý ročník Rockfestu, plánovaný na rok 1990, se již neuskutečnil: SSM se potýkal s odlivem členů a spěl k rozpadu, pořádání hudebních festivalů převzaly nově vznikající soukromé agentury.